# پری (اکلاهما)
پری(به انگلیسی: Perry) شهری در ایالت اکلاهما کشور ایالات متحده آمریکا است که جمعیت آن در سرشماری سال ۲۰۱۰ میلادی، ۵٬۱۲۶ نفر بوده‌است.